# Гардишівка (Андрушівка)
Гардишівка (рос. Гардышевка, Гордышовка, пол. Hordyszówka, Hardyszówka) — колишнє село в Андрушівській селищній раді Андрушівського району Житомирської області Української РСР. У 1923—54 роках — адміністративний центр колишньої однойменної сільської ради.

## Населення
За довідником 1885 року в селі мешкало 269 осіб, налічувалося 38 дворових господарств.
Відповідно до результатів перепису населення Російської імперії 1897 року, загальна кількість мешканців становила 804 особи, з них: православних — 641, римокатоликів — 111, чоловіків — 425, жінок — 379.
Наприкінці 19 століття в селі налічувалося 557 мешканців, дворів — 100, у 1906 році — 819 мешканців, дворів — 112, у 1923 році — 1 059 мешканців, дворів — 258.
Відповідно до перепису населення СРСР 17 грудня 1926 року, чисельність населення становила 1 203 особи, з них 589 чоловіків та 614 жінок; за національністю: українців — 1 051, росіян — 2, євреїв — 37, поляків — 111, інших — 2. Кількість господарств — 298, з них несільського типу — 23.

## Історія
Час заснування — невідомий. Згадується у люстрації Київського воєводства 1754 року, належало стародубівському стольникові Прушинському, який сплачував подимне з 30 дворів.
За довідником 1885 року — колишнє поміщицьке село Андрушівської волості Житомирського повіту Волинської губернії, на річці Гуйва. Були церковна парафія, заїзд, лавка.
Наприкінці 19 століття — село Андрушівської волості Житомирського повіту Волинської губернії. Лежало на річці Гуйва, за 37 верст від Житомира, за 2 версти від Андрушівки. Належало Прушинським, на той час власність Цецилії Хамцової (з Прушинських) становила 800 десятин. Дерев'яну церкву з дерев'яною дзвіницею збудовано 1750 року невідомо ким, стан поганий. У 1859 році відремонтована місцевим поміщиком Оскаром Прушинським. Землі при церкві близько 48 десятин, суглинок. До церкви приписане сільце Лясівка. Дворів 53, вірян 415 обох статей. Церква приписана до православної парафії в Андрушівці, за 2 версти.
У 1906 році — село Андрушівської волості (5-го стану) Житомирського повіту Волинської губернії. Відстань до губернського центру, м. Житомир, становила 37 верст, до волосного центру містечка Андрушівка — 3 версти. Найближче поштово-телеграфне відділення розміщувалося у Червоному.
У 1923 році включене до складу новоствореної Гардишівської сільської ради, яка 7 березня 1923 року увійшла до складу новоутвореного Андрушівського району Житомирської округи; адміністративний центр ради. Розміщувалося за 3 версти від районного центру міст. Андрушівка. У червні 1925 року Андрушівський район передано до складу Бердичівської округи. Відстань до районного центру с. Андрушівка становила 3 версти, до окружного центру в Бердичеві — 40 верст, до найближчої залізничної станції Андрушівка — 2 версти.
11 серпня 1954 року, внаслідок об'єднання сільських рад, село підпорядковане Волицькій сільській раді Андрушівського району Житомирської області. 30 грудня 1962 року, в складі сільської ради, передане до Попільнянського району, 4 січня 1965 року повернуте до складу відновленого Андрушівського району. 17 травня 1957 року, відповідно до рішення Житомирського облвиконкому № 420 «Про підпорядкування села Гардишівка Волицької сільської ради Андрушівського району Андрушівській селищній раді», село підпорядковане Андрушівській селищній раді Андрушівського району.
6 січня 1975 року включене до меж смт Андрушівка.